# Makowiejewo (obwód wołogodzki)
Makowiejewo (ros. Маковеево) – wieś (dieriewnia) w Rosji, w rejonie czerepowieckim obwodu wołogodzkiego. W 2010 mieszkała tam tylko jedna osoba.